# Loke Hellberg
Loke Rex Tommy Hellberg, född 14 februari 2005 i Akalla i Stockholm, är en svensk skådespelare, musiker, låtskrivare och producent. Han är mest känd för sin roll som unge Juha i filmatiseringen av Jonas Gardells En komikers uppväxt (2019).

## Filmer och Tv-serier
- 2020 - Agenterna (tv-serie)
- 2020 - Rymdresan (långfilm)
- 2019 - En komikers uppväxt (långfilm)[1]
- 2019 - Ture Sventon och Bermudatriangelns hemlighet (tv-serie)
- 2018 - Filmriket (Programledare)
- 2017 - Krig (långfilm)[1]
- 2017 - Syrror (tv-serie)
- 2017 - Pk-mannen (tv-serie)
- 2016 - Morran & Tobias – Som en skänk från ovan (långfilm)[1]
- 2016 - Freak (kortfilm)[1]
- 2016 - Berätta för mig (tv-serie)
- 2016 - Junge Junge - Run run run (musikvideo)
- 2015 - Beck – Vägs ände (långfilm)
- 2015 - Zombie (tv-serie)
- 2015 - Pinata (tv-serie)
- 2015 - Med all rätt -"Erik" (tv-serie)
- 2015 - Rosenkavaljeren (Kungliga Operan)
- 2015 - Partaj (tv-serie)
- 2015 - Familjefar
- 2014 - Arne Dahl (tv-serie)